# دلالة الحائرين
دلالة الحائرين (بالعبرية: מורה הנבוכים "موري هنبوخيم") هو أحد أعظم كتب الراب (أي الحاخام) موسى بن ميمون (المعروف أيضا باسم رامبام، بالعبريّة רמב"ם)، كتب في القرن الثاني عشر بلهجة عربية يهودية كرسالة مكونة من ثلاثة مجلدات إلى تلميذه الراب يوسف بن عقنين. بالإضافة إلى آرائه بالشريعة اليهودية، يعد الكتاب أحد أهم المصادر لآراء كاتبه الفلسفية، وقد أدى اشتمال الكتاب على مفاهيم فلسفية بعيدًا عن اللاهوت اليهودي الخالص، كالعدالة الإلهية وعلاقة الفلسفة بالدين، إلى اشتهار الكتاب عند الأوساط غير اليهودية. ومن المعلوم أن الكتاب قد أثر على العديد من عظام الفلاسفة غير اليهود، فبعد نشر الكتاب فإنّ "كل عمل فلسفي يعود للقرون الوسطى - تقريبا - قد اقتبس من آراء موسى بن ميمون، علّق عليها أو انتقدها".أما فيما يتعلق باليهودية، فقد نال الكتاب شهرته عند التجمعات اليهودية، كما وتعرض للانتقاد والحظر وحتى الحرق.
ومن الملاحظ أن فلسفة الكتاب وحتى جانبه اللاهوتي-اليهودي مستمدان من أجواء الفلسفة الإسلامية التي عاشها المؤلف وتلقاها من معاصريه المسلمين كأبي بكر بن الصائغ، جابر بن أفلح وابن رشد.